# Kelcey Watson
Kelcivious „Kelcey“ Jones Watson (* 28. November 1977 in Omaha, Nebraska) ist ein US-amerikanischer Schauspieler und Synchronsprecher.

## Leben
Watson wurde am 28. November 1977 in Omaha geboren. Er besuchte 2001 die American Academy of Dramatic Arts in New York City. 2004 erhielt er ein Stipendium in Chicago. Von 2006 bis 2007 war er in der Zeichentrickserie Horseland, die Pferderanch als Synchronsprecher zu hören. Anschließend bis 2008 lieh er verschiedenen Charakteren in der Zeichentrickserie Dino Squad seine Stimme. Ab 2008 folgten erste Nebenrollen in Filmproduktionen, so 2010 in The Experiment und 2012 in Black November. In den nächsten Jahren folgten Besetzungen in Low-Budget-Filmen wie Poseidon Rex, Jurassic City, Road Wars – Willkommen in der Hölle und im Fernsehfilm Cowboys vs. Dinosaurs. Eine Hauptrolle übernahm er 2015 im Film Humanoid – Der letzte Kampf der Menschheit. 2018 war er in der Rolle des Lt. Talbot im Katastrophenfilm Eruption: LA zu sehen. 2019 spielte er im Musikvideo zum Lied You’ll Never Find Me der Band Korn mit.

## Filmografie (Auswahl)

### Schauspiel
- 2008: Ulterior Motives
- 2009: For Love of Amy
- 2010: The Experiment
- 2012: Black November
- 2012: Outlaw Empires (Fernsehdokuserie, Episode 1x06)
- 2012: Drone (Fernsehserie)
- 2012: Attack on Maiduguri
- 2012: Microeconomics (Kurzfilm)
- 2012: In Brotherhood (Kurzfilm)
- 2013: Tribal Divide
- 2013: Status Updates (Fernsehserie, Episode 1x10)
- 2013: Boots (Fernsehfilm)
- 2013: Poseidon Rex
- 2014: Low Life (Fernsehserie, Episode 1x04)
- 2014: Furtive (Kurzfilm)
- 2014: Barker (Kurzfilm)
- 2015: Jurassic City
- 2015: Road Wars – Willkommen in der Hölle (Road Wars)
- 2015: Cowboys vs. Dinosaurs (Fernsehfilm)
- 2015: Dada (Kurzfilm)
- 2016: A Meeting of the Minds
- 2016: Drone Wars
- 2016: Humanoid – Der letzte Kampf der Menschheit (2307: Winter's Dream)
- 2016: The Next Big Thing
- 2016: Escape the Night (Fernsehserie, Episode 1x05)
- 2016: Earthtastrophe (Fernsehfilm)
- 2016: Forgotten Sunset (Kurzfilm)
- 2016: Road to Redemption
- 2017: Shoot the Saxophone Player (Kurzfilm)
- 2018: Eruption: LA
- 2018: Minty (Kurzfilm)
- 2018: Celeste (Kurzfilm)
- 2020: Man with A Van (Fernsehserie, Episode 1x04)
- 2020: Dead by Dawn
- 2020: Hollywood (Fernsehserie, Episode 1x07)
- 2020: Malaria (Kurzfilm)
- 2020: The American King
- 2021: Away (Kurzfilm)
- 2021: Wow (Kurzfilm)
- 2021: American Gangster: Trap Queens (Fernsehserie, Episode 2x10)
- 2021: The Way

### Synchronisationen
- 2006–2007: Horseland, die Pferderanch (Horseland, Zeichentrickserie, 7 Episoden)
- 2007–2008: Dino Squad (Zeichentrickserie, 11 Episoden)
- 2016: Timber – Ein echter Schatz (Timber the Treasure Dog)
- 2019: Verrückt nach dir (Mad About You, Fernsehserie, Episode 8x06)